# Pilar Soler
Pour les articles homonymes, voir Soler.
Pilar Soler i Miquel (Buñol, province de Valence, 1914 - Valence, 2006) est une militante socialiste et féministe espagnole,.